# Shōsuke Katayama
Shōsuke Katayama (japanisch 片山 奨典 Katayama Shōsuke; * 8. September 1983 in der Präfektur Nara) ist ein ehemaliger japanischer Fußballspieler.

## Karriere
Katayama erlernte das Fußballspielen in der Schulmannschaft der Kunimi High School und der Universitätsmannschaft der Kokushikan-Universität. Seinen ersten Vertrag unterschrieb er 2006 bei Nagoya Grampus. Der Verein spielte in der höchsten Liga des Landes, der J1 League. Für den Verein absolvierte er 25 Erstligaspiele. 2009 wechselte er zum Zweitligisten Yokohama FC. Für den Verein absolvierte er 53 Ligaspiele. Im August 2010 wechselte er zum Ligakonkurrenten Roasso Kumamoto. Am Ende der Saison 2018 stieg der Verein in die J3 League ab. Für den Verein absolvierte er 256 Ligaspiele. Ende 2019 beendete er seine Karriere als Fußballspieler.